# Albox
Albox ist eine spanische Gemeinde im Verwaltungsgebiet Valle del Almanzora der Provinz Almería in der Autonomen Gemeinschaft Andalusien. Die Bevölkerung von Albox betrug 2024 aus 12.408 Einwohnern. Die Gemeinde besteht aus verschiedenen Ortsteilen.

## Geografie
Liegt im Becken des Flusses Almanzora. Die Gemeinde wird im Norden von Chirivel und Vélez-Rubio, im Süden von Cantoria, im Osten von Taberno und Arboleas und im Westen von Oria und Partaloa begrenzt.

## Geschichte
Das Gebiet ist seit dem Neolithikum besiedelt aber die heutige Siedlung Albox (al-Boj) geht auf die Araber zurück. Die christliche Rückeroberung fand im Jahr 1436 statt. Im 19. Jahrhundert erlebte die Stadt dank der Weberei und der Töpferei einen Aufschwung. Im 20. Jahrhundert wurde Albox ein bedeutendes regionales Handelszentrum und eine wichtige Marktstadt.

## Persönlichkeiten
- Diego Capel (* 1988), Fußballspieler